# قلعة سارو
قلعة سارو هي قلعة تاريخية تعود إلى عصر كيانيون، وتقع في مقاطعة سمنان.